# Pobereże (kraina)

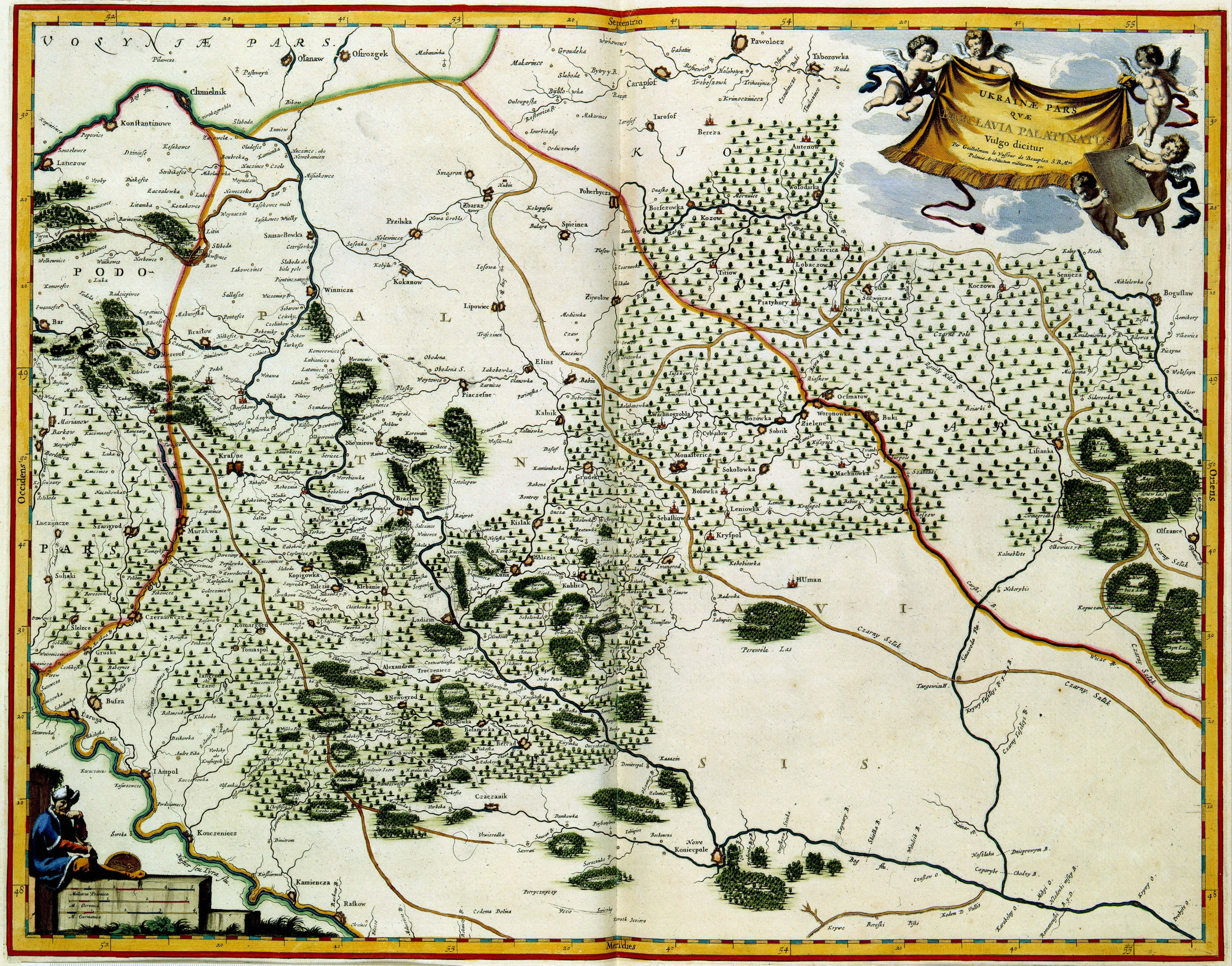
Mapa woj. bracławskiego z 1648

Pobereże – kraina historyczna na terytorium Ukrainy i Mołdawii w południowej części dawnego województwa bracławskiego Korony Królestwa Polskiego. Położona pomiędzy rzekami Boh i Dniestr, aż po rzeki Jahorłyk i Kodyma. Od Podola właściwego oddzielała ją na zachodzie rzeka Murafa, na północy od północnej części Podola wschodniego oddzielał ją Boh, na południowym zachodzie graniczyła poprzez Dniestr z Besarabią, a na południowym wschodzie poprzez Jahorłyk i Kodymę z Jedysanem.
Nazwa oznaczała pobrzeże, pogranicze.
Główne miasta to Bałta, Hajsyn, Tulczyn i Olwiopol. Współcześnie największym miastem jest Rybnica.
Północną część Pobereża posiadał ród Potockich z siedzibą w Tulczynie, a południową ród Koniecpolskich z siedzibą w Koniecpolu Nowym.
W XVIII wieku częste niepokoje związane z hajdamakami spowodowały popularność sformułowania „Jak na Pobereżu”, co miało oznaczać kraj, w którym często dochodzi do rozbojów.
Na terenie Pobereża znajdował się Czarny Las (Pobereże).

## Pałace

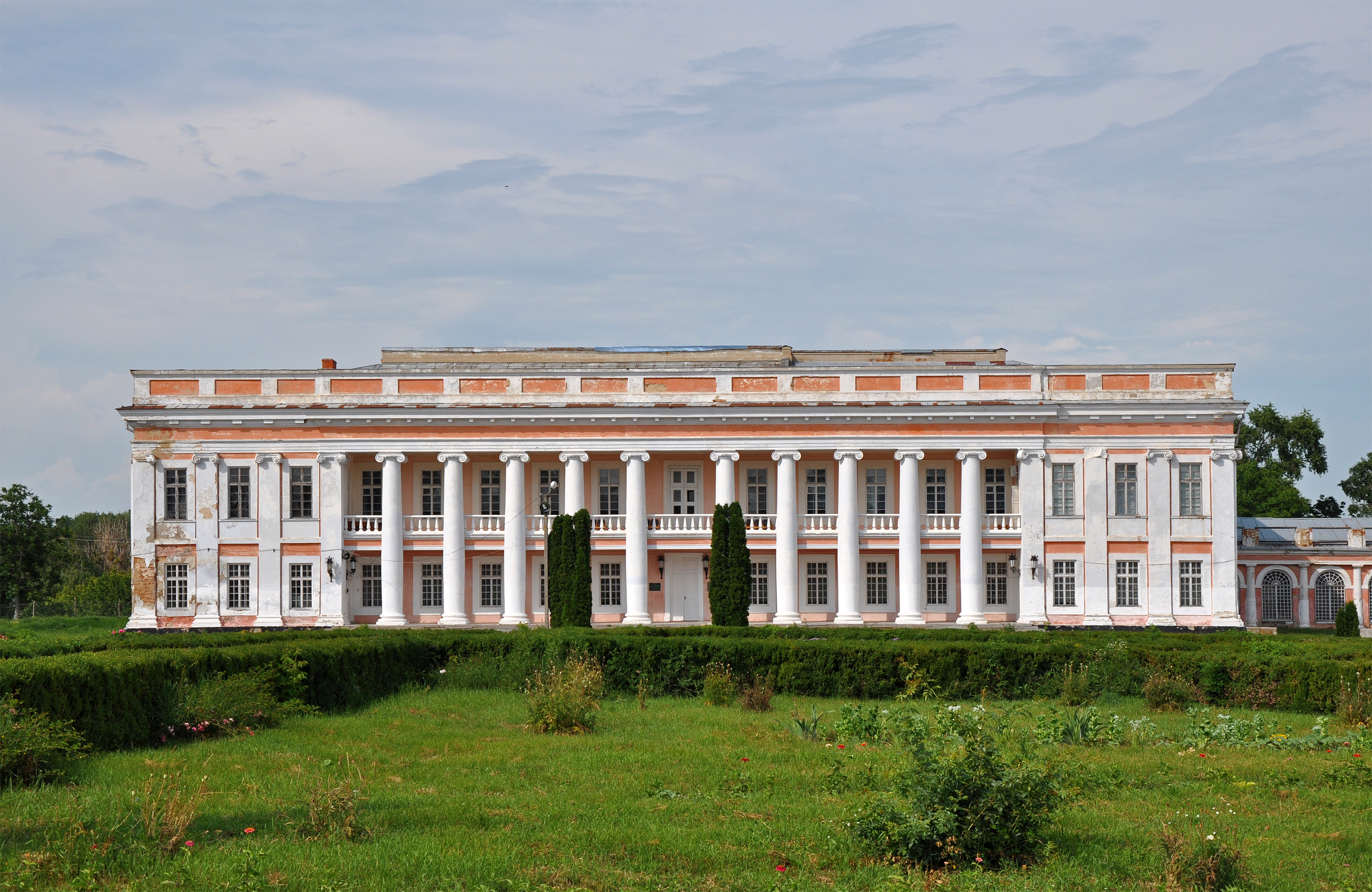
Pałac Potockich w Tulczynie
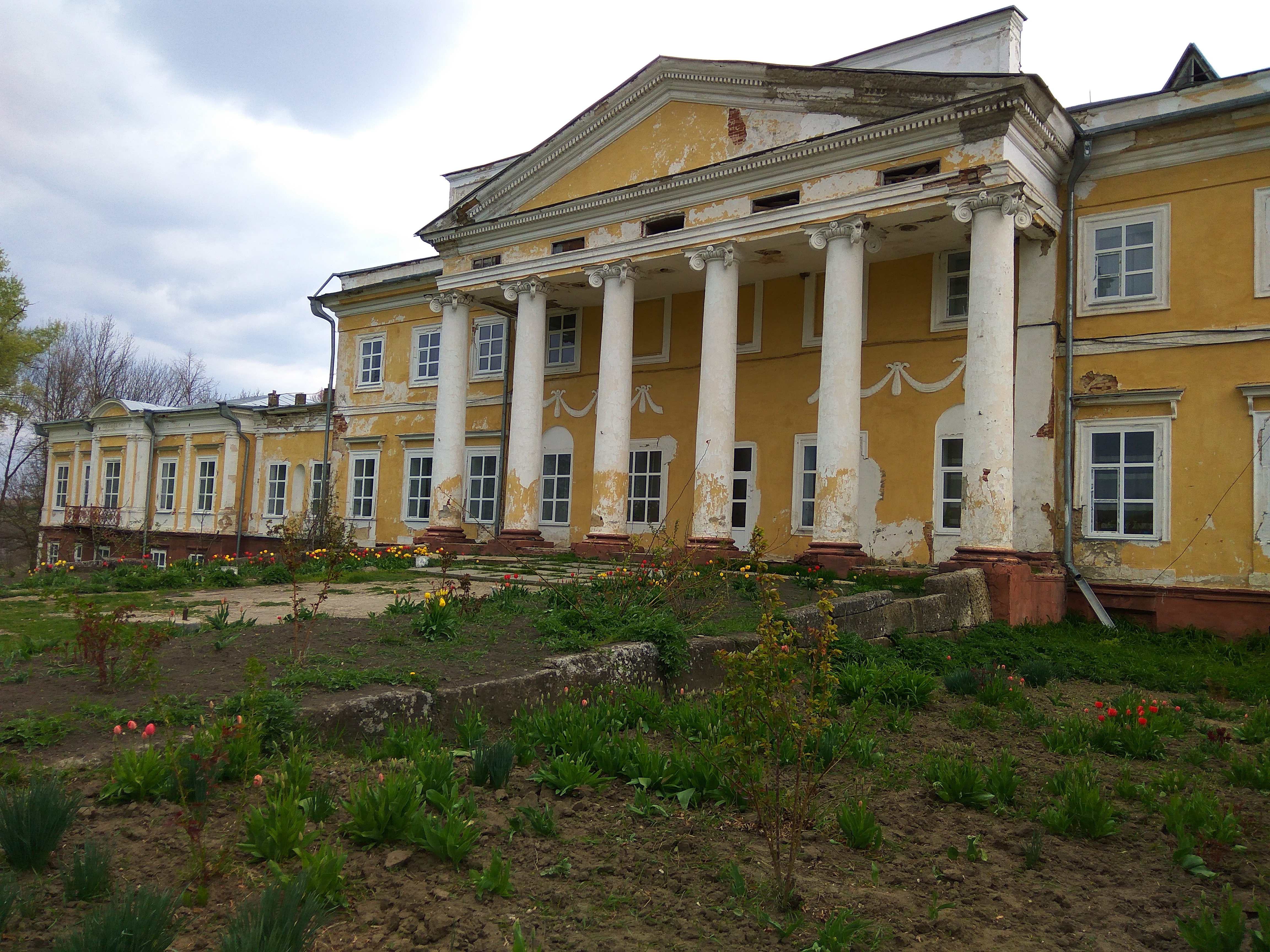
Pałac Czarnomskich w Czarnominie
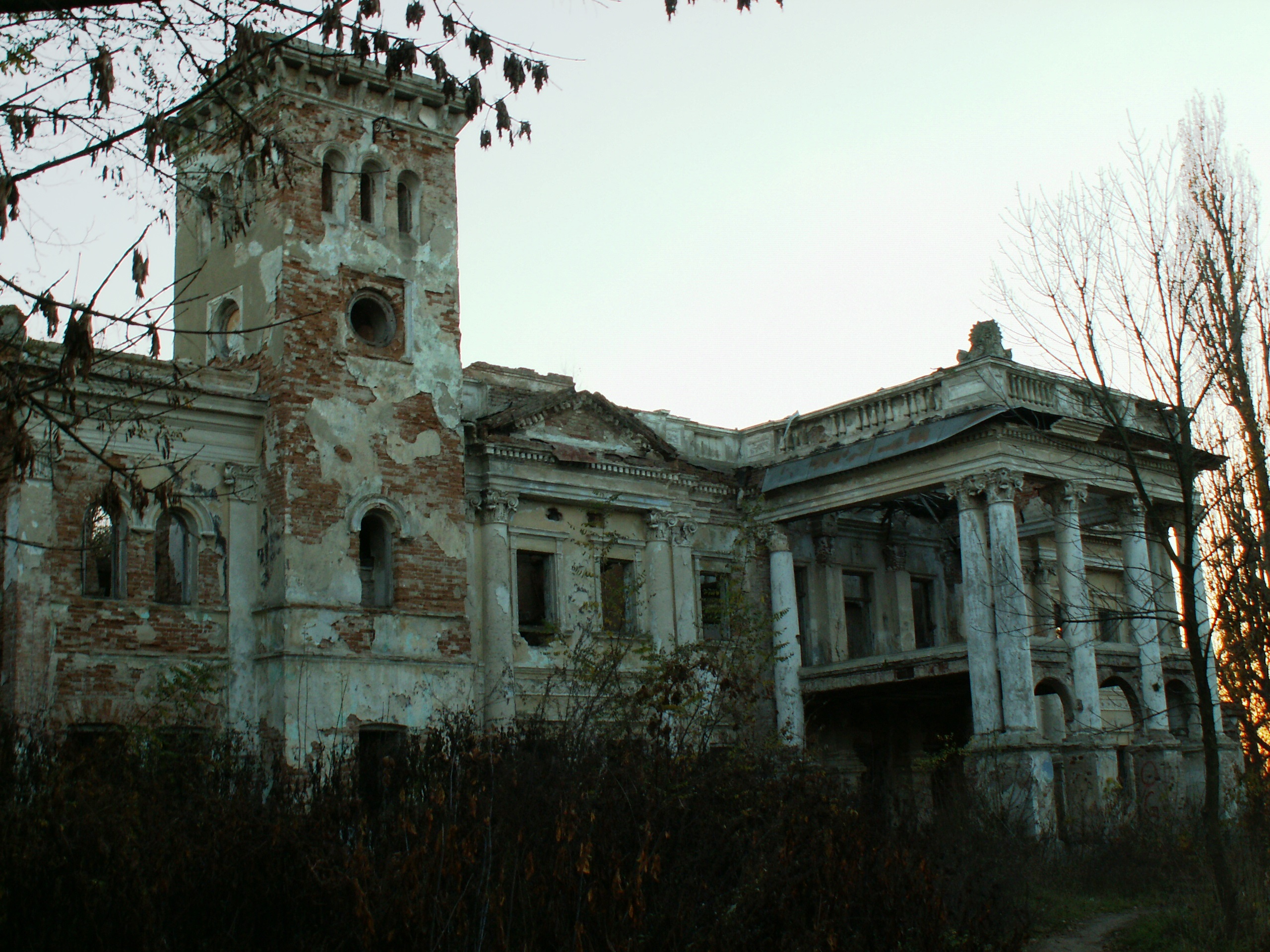
Pałac Sobańskich w Obodówce
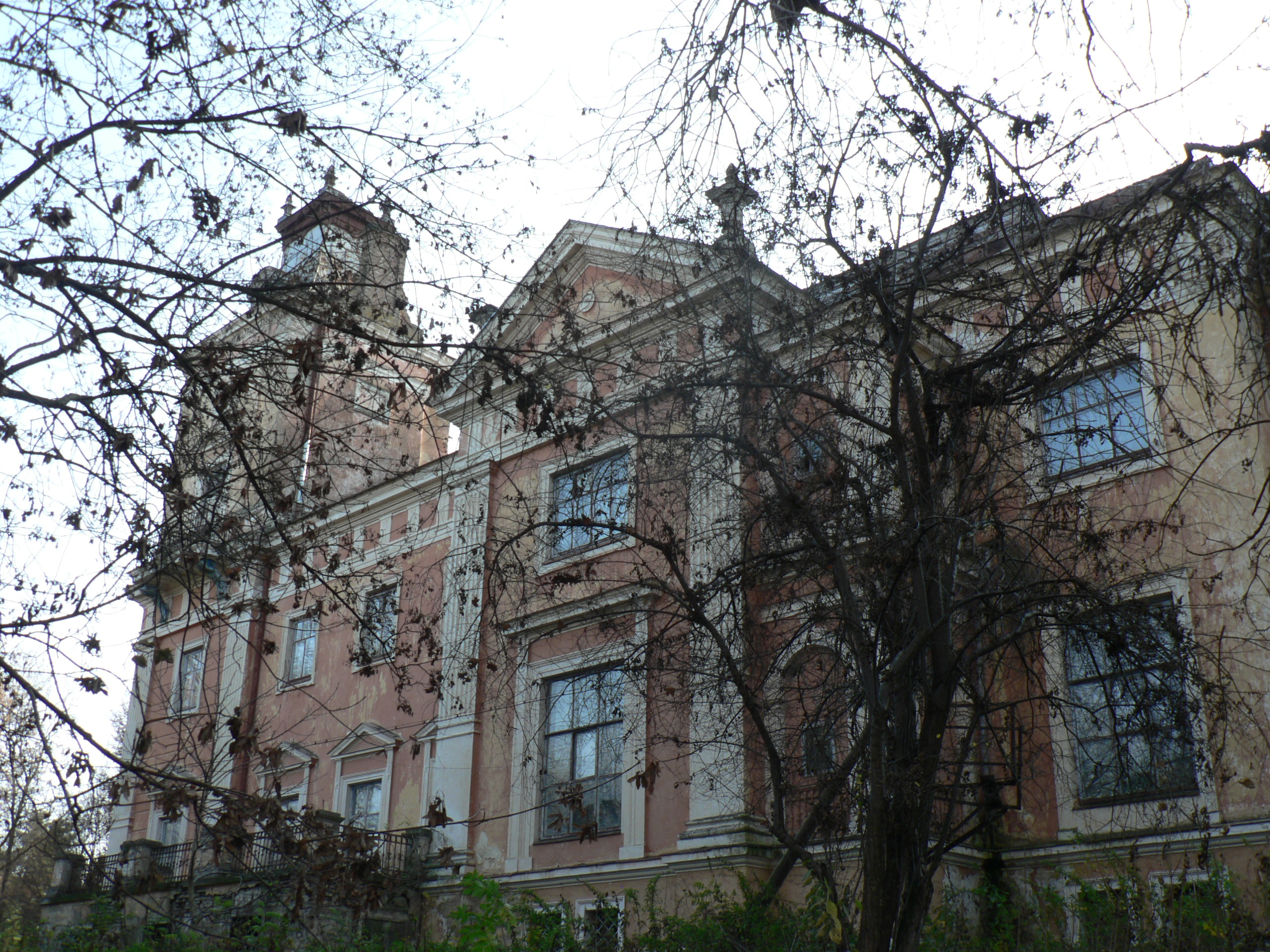
Pałac Sobańskich w Wierzchówce
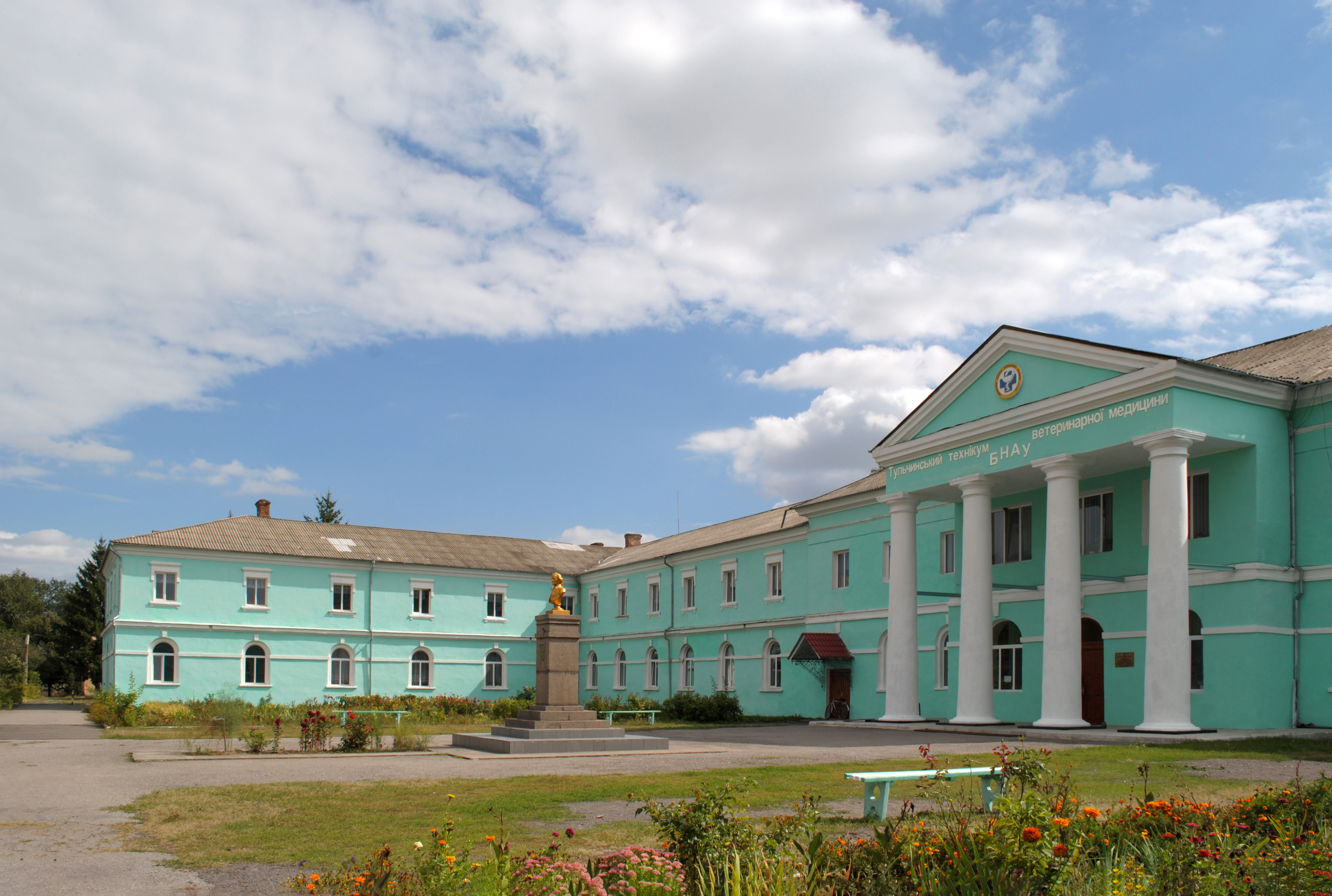
Nowy Pałac Potockich w Tulczynie